# Purpuradusta hammondae
Purpuradusta hammondae is een slakkensoort uit de familie van de Cypraeidae. De wetenschappelijke naam van de soort is voor het eerst geldig gepubliceerd in 1939 door Tom Iredale.